# Suderbys blekevät
Suderbys blekevät este o arie protejată (arie specială de conservare — SAC, sit de importanță comunitară — SCI) din Suedia întinsă pe o suprafață de 6,5 ha, integral pe uscat.

## Localizare
Centrul sitului Suderbys blekevät este situat la coordonatele 57°48′39″N 18°40′42″E / 57.8107°N 18.6784°E.

## Înființare
Situl Suderbys blekevät a fost declarat sit de importanță comunitară în iulie 2009 pentru a proteja 1 specie de plante și 1 specie de animale. Situl a fost protejat și ca arie specială de conservare în decembrie 2017.

## Biodiversitate
Situată în ecoregiunea boreală, aria protejată conține 2 habitate naturale: Mlaștini alcaline, Taiga vestică.
La baza desemnării sitului se află mai multe specii protejate:
- plante (1): Rhinanthus osiliensis
- nevertebrate (1): fluturele auriu (Euphydryas aurinia)